# Frédéric de Wendt
Pour les articles homonymes, voir Wendt.
Frédéric de Wendt (28 septembre 1738 à Sorau – 24 septembre 1818 à Erlangen) est un médecin allemand.

## Biographie
Il étudie la médecine dans les universités de Halle et de Göttingen, et obtient son doctorat à la dernière institution en 1762. Après avoir obtenu son diplôme, il travaille successivement en tant que médecin dans la ville de Genthin, sert comme un Stadtphysicus dans Pless (haute-Silésie) et est un médecin personnel du prince d'Anhalt. En 1778, il est nommé professeur de médecine à l'université d'Erlangen, où il fonde une clinique de l'institut de la même année.
Dans 1808-09, il publie le journal Annalen des Klinischen Instituts auf der Akademie zu Erlangen. À partir de 1811 à 1818, il fut président de l'Académie allemande des sciences Leopoldina.

## œuvres publiées
- Historia tracheotomiae nuperrime administratae, 1774.
- De febribus remittentibus semestris hiberni ann. MDCCXCV-XCVI commentatio, 1796.
- Formvlae Medicamentorvm dans Institvto Clinico Erlangensi Vsitatorum, 1807[4].